# Юрка Віцьбич
Юрка Вітьбич (також Юрка Стукалич, Олександр Крижанича; справжнє ім'я — Серафим Щербаков; 2 (15) червня 1905 — 6 січня 1975) — білоруський письменник, прозаїк, поет, публіцист, краєзнавець, популяризатор історії Білорусі і діяч еміграції у США.

## Біографія

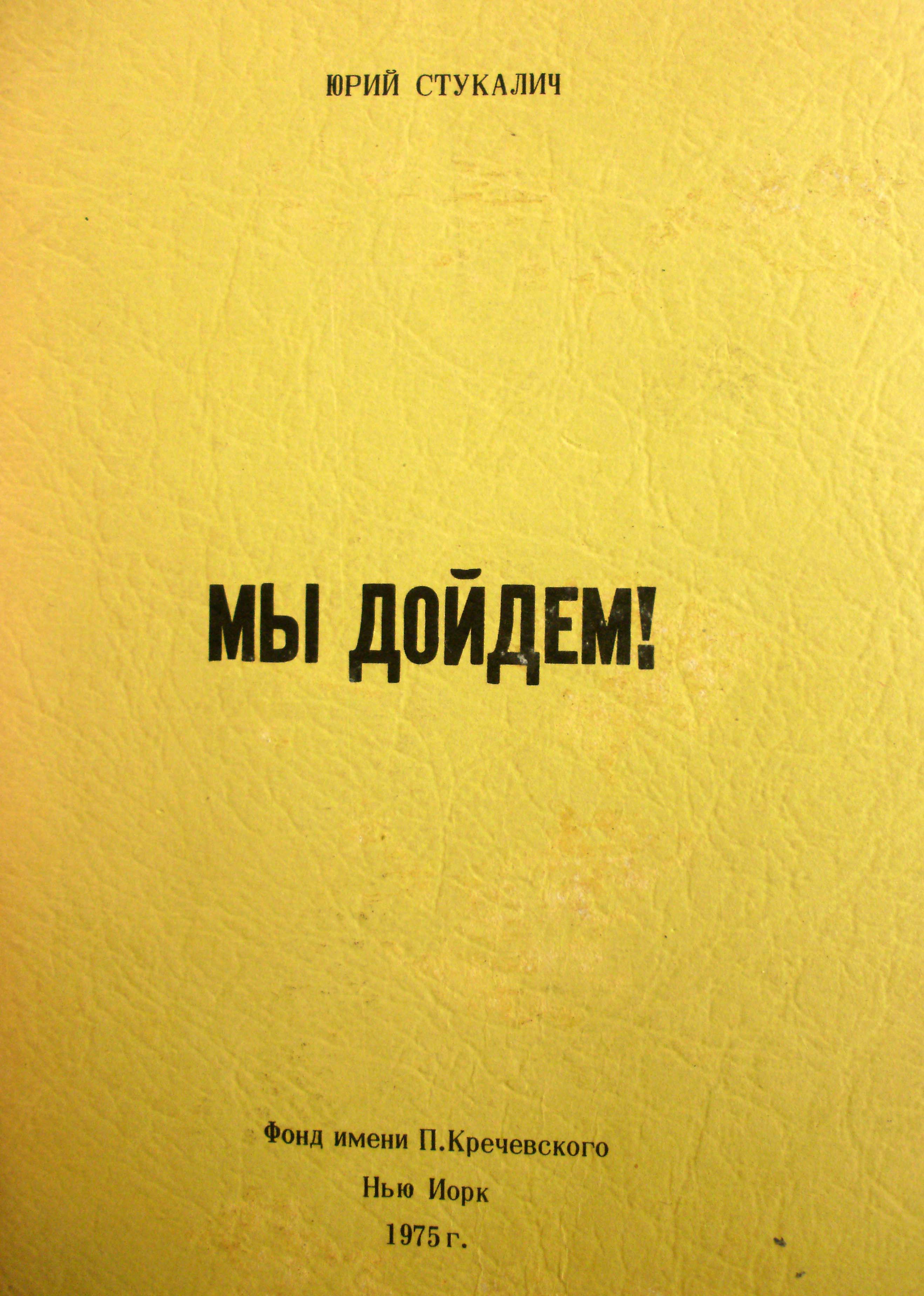
Юрка Віцьбич, Ми дійдемо!, 1975

Народився у Велижі Вітебської губернії. Його батько був православним священиком, мати — вчителькою. Закінчив педтехнікум, рік служив у армії. У 1920-х рр. майбутній письменник вирушив у Москву, де працював на будівництві, а в 1922-1933 рр. — на хімічних заводах. Перше оповідання вийшло у 1929 р. на сторінках «Узвышша». У 1932 вийшла книга прози «Сьмерць Ірмы Лаймінг». У 1937 вийшла друга книга прози «Формула супраціўленьня касьцей».
Під час німецько-радянської війни брав участь у культурному житті Білорусі, у 1943 році перевіз із Вітебська до Полоцька останки Єфросинії Полоцької. У 1944 році Юрка Віцьбич разом з Білоруською центральної радою виїхав до Німеччини. Виступав на Радіо Свобода. 5 січня 1945 року заснував літературну громаду «Шыпшына», друкував однойменний журнал (вийшло 10 номерів, останній — у 1950). Організував видання журналу «Зьвіняць званы Сьвятой Сафіі», редагував «Беларускі голас». У 1956 в Мюнхені Юрка Вітьбич видав книгу-нарис «Плыве з-пад Сьвятое гары Нёман».
Юрка Вітьбич друкувався в газеті «Новое русское слово», був її багаторічним автором. Віцьбич був одним з перших, хто знайомив читачів «Нового русского слова» з білоруською національною ідеєю, також захищав погляди білорусів, які прагнули відновити незалежність Білорусі. У 1975 році, після смерті письменника, в Нью-Йорку Фонд імені Петра Кричевського видав книгу «Ми дійдемо!». До книги увійшли і публікації з «Нового русского слова».
Білоруський поет-емігрант Олександр Соловей писав:

Віцьбич є людиною, яка більше, ніж хтось інший, віддала сили, думки і кров за білоруську справу. Заперечувати сьогодні Юрка Віцьбича як письменника — значить робити погром білоруської літератури в еміграції.

Похований на білоруському цвинтарі в Саут-Рівері.